# Spiritismo

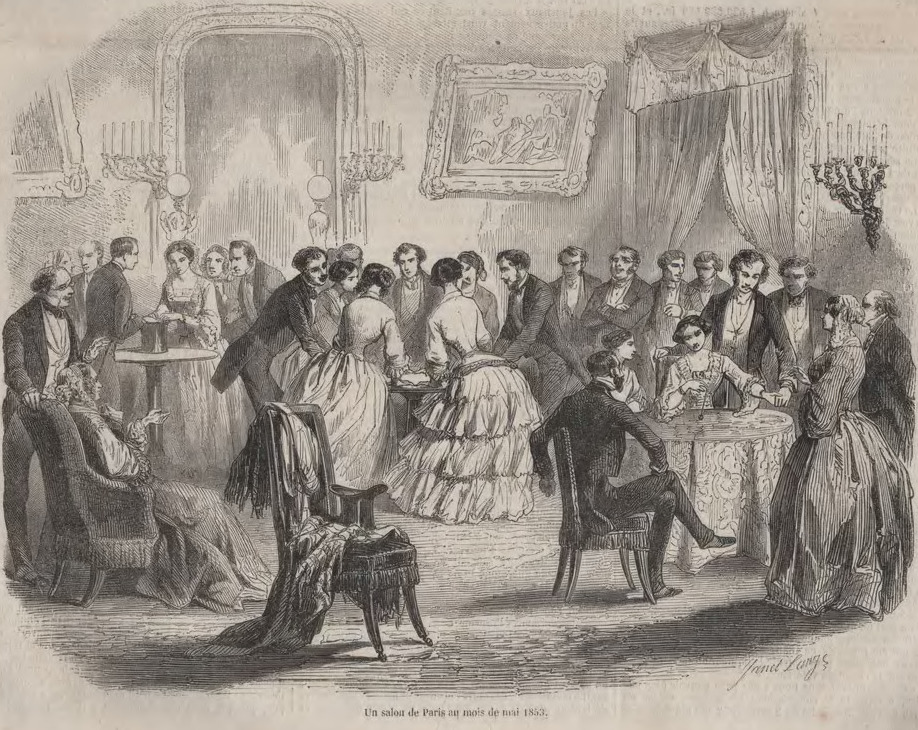
Salone parigino con tavolini girevoli (tables tournantes), la pratica spiritica più nota, dalla rivista L'Illustration nel 1853

Lo spiritismo è una dottrina religiosa apparsa nel 1857 in Francia, esposta pubblicamente attraverso i libri del pedagogista francese Allan Kardec.
Lo spiritismo ha decine di milioni di seguaci in molti paesi del mondo, inclusa Francia, Spagna, Stati Uniti, Giappone, Germania, Inghilterra, Italia, Russia, Argentina, Portogallo e soprattutto Brasile, dove ha la diffusione maggiore che in ogni altro Stato.

## Etimologia

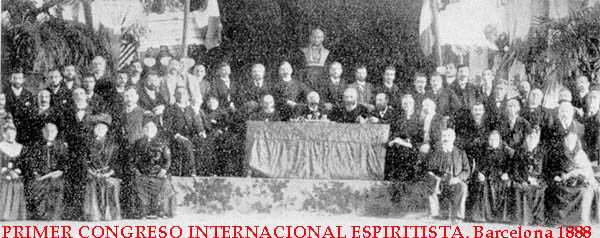
Primo congresso internazionale spiritista, Barcellona 1888

Il termine spiritismo (fr. spiritisme) fu utilizzato da Allan Kardec nella sua introduzione de Il libro degli spiriti (Le Livre des Esprits), pubblicato il 18 aprile 1857, nel quale egli riportò i risultati di due anni delle sue investigazioni sui cosiddetti fenomeni paranormali e di interviste nelle quali Kardec e il suo gruppo dialogavano con gli spiriti, attraverso svariati medium francesi. Le questioni contenute nel libro riguardano Dio, cosa accade prima della nascita e dopo la morte, le leggi alla base dei fenomeni paranormali, il messaggio del Cristo, la responsabilità per le azioni degli uomini, la descrizione del mondo dell'aldilà, l'evoluzione morale e spirituale dell'uomo.
Tuttavia, proprio come il termine demone (il quale nella mitologia greca indicava semplicemente entità sovrannaturali e spiriti, senza nessuna connotazione maligna), la parola "spiritismo" fu adottata dai non spiritisti come un termine dispregiativo per tutti i movimenti e religioni che praticavano la medianità attribuendo loro il concetto del male, nel tentativo di demonizzare lo spiritismo e le altre religioni, come Candomblé, Cao Dai, Santería, Quimbanda, Santo Daime.
Lo spiritismo iniziò come parte del movimento spiritualista che sorse nella metà del 1800. 
In senso lato, spiritualismo è un qualsiasi movimento filosofico o religioso che si oppone al materialismo. In senso stretto, esso è un qualsiasi movimento che crede all'esistenza di entità spirituali e che gli esseri umani possano comunicare con loro e avere facoltà medianiche.
Kardec e Sir Arthur Conan Doyle confermarono che lo spiritismo è spiritualista (ma non viceversa). Come conseguenza, molti studi sullo spiritualismo furono largamente accettati nello spiritismo, in particolare gli studi dei fisici Sir William Crookes, Sir Oliver Lodge e altri.

## Storia

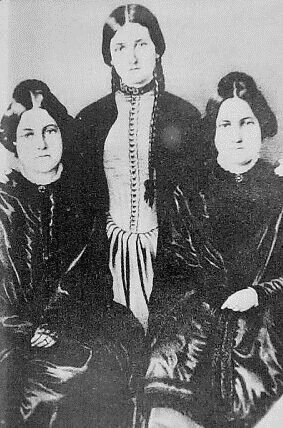
Le sorelle Fox: gli scettici ritengono che usassero dei trucchi e una delle sorelle confessò tale circostanza, ma ritrattò poco dopo

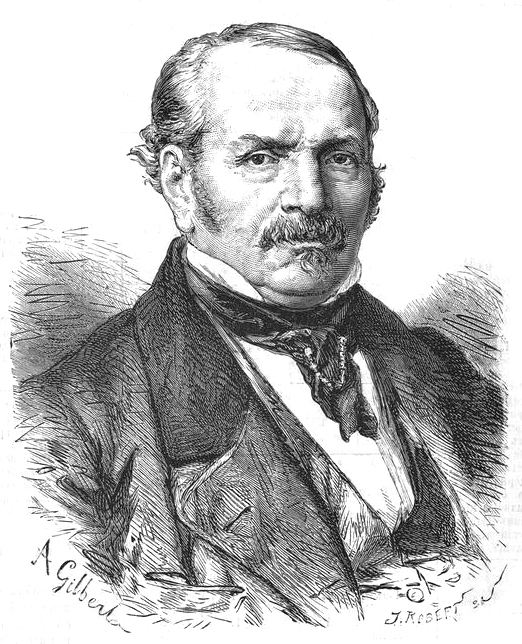
Ritratto di Allan Kardec (1804-1869), considerato il fondatore (o codificatore) dello spiritismo, dalla rivista L'Illustration nel 1869

Dopo il 1848, con gli apparenti fenomeni paranormali prodotti dalle sorelle Fox, l'America e in seguito l'Europa furono invase da pratiche somiglianti che erano diffuse nelle diverse classi sociali. Nel giornale L'Illustration del 14 maggio 1853 si leggeva: "Tutta l'Europa, cosa dico, l'Europa? Tutto il mondo ha oggi lo spirito disturbato da una esperienza che consiste in farsi muovere dei tavoli. Galileo fece meno rumore quando provò che era infatti la Terra che girava intorno al Sole".
Allan Kardec fu il primo a tentare di indagare in modo sistematico i fenomeni spiritici; dopo anni di ricerche si convinse della loro realtà iniziò a divulgarne gli insegnamenti, pubblicando a proprie spese Il libro degli spiriti, considerato il testo base dello spiritismo, che ottenne subito un enorme successo. Nel 1861 pubblicò quindi Il libro dei medium, dove descrisse i vari tipi di facoltà medianiche e i metodi per dar modo a chiunque di dialogare con gli spiriti e apprendere la dottrina direttamente da essi. Questo scatenò immediatamente la reazione degli ecclesiastici cattolici, i quali iniziarono una durissima repressione in tutta Europa, mettendo all'indice i libri di Kardec e vietando categoricamente ogni tipo di pratica spiritica. Si arrivò persino a bruciare in piazza a Barcellona i libri di Kardec, considerandoli opera diabolica.
Kardec completò i cinque principali testi chiave dello spiritismo con le opere Il Vangelo secondo gli spiriti, Il cielo e l'Inferno (La Giustizia Divina secondo gli spiriti) e La Genesi (Miracoli e premonizioni secondo gli spiriti). Dopo la pubblicazione di questi testi sorsero migliaia di centri spiritici in molti paesi del mondo, nonostante la repressione cattolica, e in particolare in Brasile, dove lo spiritismo si integrò facilmente con la cultura e la tradizione locali. 
Nel 1870 lo spiritismo contava già 10 milioni di seguaci, che diventarono oltre 15 milioni nel 1890.
Dopo Kardec, l'elaborazione della dottrina spiritista fu proseguita dal francese Gabriel Delanne e da Ernesto Bozzano negli aspetti scientifici e da Leon Denis e Chico Xavier negli aspetti filosofici.

## Genesi e descrizione dottrinale
Kardec espose le sue teorie all'interno di cinque libri: Il libro degli Spiriti, Il libro dei medium, Il Vangelo secondo gli Spiriti, Il Cielo e l'Inferno e La Genesi. Il termine "spiritismo" fu adottato per evidenziare i nuovi postulati rispetto alle altre visioni spiritualiste della vita. Nelle sue ricerche, osservò una asserita serie di fenomeni e formulò l'ipotesi che tali fenomeni potessero essere attribuiti solamente a intelligenze incorporee (spiriti). 
Le comunicazioni spiritiche avverrebbero "grazie all'intervento di un medium", ossia una persona con particolari doti che fungerebbe da mediatore fra spiriti e viventi, durante la cosiddetta seduta spiritica. La sua opera fu successivamente proseguita da Leon Denis, Sir Arthur Conan Doyle, Ernesto Bozzano, Chico Xavier, Divaldo Pereira Franco, Raul Teixeira, Emídio Brasileiro, Aleksandr Nikolaevič Aksakov e altri.
Dal punto di vista filosofico, lo spiritismo si basa sulla convinzione che gli spiriti non siano altro che le anime disincarnate degli uomini. L'unica differenza tra uomini e spiriti è solo quella che i primi sono temporaneamente incarnati in un involucro corporeo. 
Già lo scienziato Emanuel Swedenborg scriveva: 
"Dopo che lo spirito si è separato dal corpo (il che succede quando una persona muore), quella persona è ancora viva, proprio com'era prima".
La dottrina non ammette la presenza di angeli o demoni come esseri separati dalla creazione divina, ma solo come spiriti con maggiore o minore evoluzione spirituale. I demoni quindi sarebbero spiriti non ancora moralmente evoluti e gli angeli al contrario spiriti già arrivati a un alto livello di perfezione morale. 
Lo spiritismo parimenti non ammette l'inferno come luogo di espiazione eterna delle pene, in quanto secondo la dottrina Dio vuole l'evoluzione spirituale di tutti i suoi figli e non sarebbe logico condannarli per l'eternità sulla base di errori momentanei.
Lo spiritismo si fonda su concetti occidentali (sperimentazione) e orientali (trascendenza); in particolare sulla credenza all'immortalità dell'anima, alla pluralità delle esistenze (reincarnazionismo), la non eternità delle pene e offre una spiegazione della reincarnazione, vista non come un infinito ciclo di sofferenze senza scopo, ma come un progressivo perfezionamento morale di esperienze terrene, il quale termina una volta raggiunto uno stadio di progresso morale avanzato. 
Secondo la dottrina, in altre parole, si incarna solo chi ha la necessità di purificarsi da difetti morali.
La dottrina spiritista studia tutta la fenomenologia riguardante l'evento della nascita (cd. incarnazione) e della morte (cd. disincarnazione) o ritorno allo stato di spirito, tutti i fenomeni relativi alle apparizioni, materializzazioni, infestazioni, possessioni e alle comunicazioni spiritiche.

## Critiche allo spiritismo
Lo spiritismo è stato criticato sin dai suoi inizi, sia da parte degli scettici, in particolare filosofi, sia da parte dei religiosi cattolici e protestanti. Nonostante ciò è da notare come in Brasile, attraverso l'opera di Chico Xavier, molti aderenti allo spiritismo sono anche religiosi praticanti. Si è assistito, in questo caso, a una forma di sincretismo religioso che vede in Brasile l'unione dei principi cristiani con quelli spiritisti (Espiritismo).

### Lo spiritismo come "scienza"

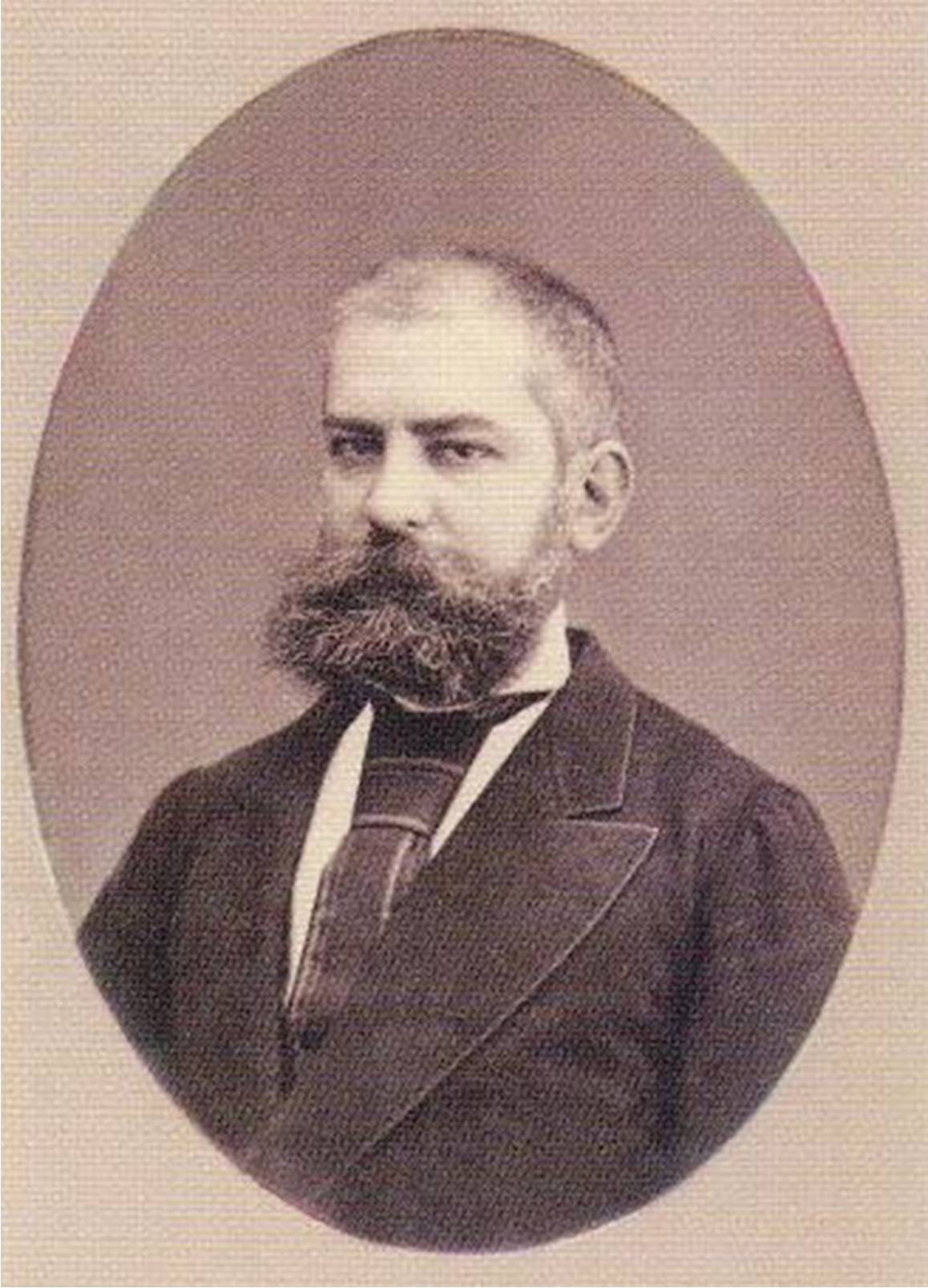
Luis Francisco Benítez de Lugo y Benítez de Lugo (1837-1876). Nobile spagnolo, pioniere dello spiritismo in Spagna.

Secondo diversi studiosi di parapsicologia i fenomeni rapportati allo "spiritismo" debbono venir riguardati quali oggetto non di fede ma di scienza, in quanto esperimenti condotti con metodo scientifico (di laboratorio) riuscirebbero a indirizzare verso plausibili spiegazioni, secondo ulteriori formulazioni di adeguate leggi scientifiche, la determinazione di questa fenomenologia, considerata, in tal modo, naturale e non più sovrannaturale.
Per la comunità scientifica, invece, la parapsicologia, non meno dello "spiritismo scientifico", non può venire considerata scienza poiché non vi sarebbe alcuna prova né pubblicazione di sperimentazioni che comprovi l'esistenza e la ripetibilità del fenomeno paranormale in condizioni di controllo; si rileva, da parte degli scienziati, che ogni qual volta siano stati gli scettici ad aver effettuato esperimenti del genere, ecco che nessun fenomeno cosiddetto estrasensoriale è stato osservato. Gli stessi parapsicologi hanno ammesso la difficoltà di fare accettare le loro ricerche alla intera comunità scientifica.
Nessuna rivista indipendente riconosciuta dalla comunità scientifica, come ad esempio Nature, ha mai pubblicato studi volti a provare l'esistenza dello spiritismo o di altri fenomeni paranormali. Esiste inoltre un "Premio di un milione di dollari" messo in palio dal prestigiatore e debunker James Randi a chiunque sia in grado di produrre un qualsiasi fenomeno paranormale purché in condizioni di controllo.
In Spagna, uno dei grandi pionieri dello spiritismo fu Luis Francisco Benítez de Lugo y Benítez de Lugo, VIII marchese di Florida e X signore di Algarrobo y Bormujos, che presentò un disegno di legge per l'insegnamento ufficiale dello spiritismo, leggendolo su 26 agosto 1873.

### La critica di Guénon
Il noto esoterista René Guénon ha dedicato una delle sue prime opere, L'erreur spirite (1923), a confutare le teorie spiritistiche, che in Francia erano divenute di moda. Lo spiritismo viene definito come la credenza nella possibilità di comunicare con i morti, se ci si pone in certe condizioni: la comunicazione si compie con mezzi materiali, per il tramite di un essere umano in possesso di facoltà speciali (il medium).
Guenon giudica tale concezione una impossibilità assoluta: è impossibile una comunicazione tra esseri appartenenti a stati di esistenza differenti, attraverso i mezzi e le facoltà presenti nelle condizioni del proprio stato, in quanto tali facoltà appartengono, per definizione, a uno solo dei due stati. Affinché un essere possa manifestarsi nel mondo corporeo deve possedere le facoltà appropriate, di sensazione e di azione. Una comunicazione tramite mezzi sensibili è possibile soltanto tra esseri che possiedano un corpo; al contrario gli spiriti disincarnati hanno abbandonato il corpo.
La critica di Guenon coinvolge anche una dottrina spesso associata allo spiritismo, la reincarnazione, intesa come ritorno dello spirito del defunto in un corpo materiale: secondo l'autore si tratta di un'idea anch'essa moderna e occidentale. Nessun essere può passare due volte attraverso lo stesso stato (come il mondo corporeo), perché la Possibilità universale, essendo infinita, esclude qualsiasi ripetizione. Dalla reincarnazione va però distinta la "trasmigrazione" delle dottrine orientali, che indicherebbe un passaggio dell'essere ad altri stati di esistenza, differenti dall'individualità umana.
I "fenomeni" osservati dagli spiritisti (colpi, spostamento di oggetti, apparizioni, comunicazioni, ecc.) possono in certi casi essere reali; è l'interpretazione che se ne dà a essere errata. Secondo Guenon hanno un'altra spiegazione: sono l'esteriorizzazione di pensieri subconsci del medium o dei partecipanti alla seduta: esiste infatti nell'uomo qualcosa che è capace di uscire dai limiti del corpo. Possono inoltre subentrare forze dello stato sottile, influenze erranti; in particolare ciò che gli ebrei chiamavo "ob": il complesso degli elementi inferiori che l'essere ha lasciato dietro di sé in seguito alla morte (non dunque le "anime" dei morti, ma meri residui psichici non individualizzati).

### Spiritismo e cristianesimo
La religione cristiana, in ogni sua confessione, ha sempre combattuto la comunicazione con gli spiriti, considerata di per sé reale, ma interpretata come opera di natura luciferina e demoniaca, pertanto vietata poiché considerata pratica satanica eminentemente maligna, e come tale potenzialmente pericolosissima per via di un divieto biblico della legge mosaica che proibisce ogni forma di divinazione.
Kardec obietta ai cristiani che, se le comunicazioni sono precedute da sincere preghiere a Dio e fatte rispettosamente con ottime intenzioni, non vi sarebbe nulla di diverso da una comunicazione tra persone civili viventi, in quanto, secondo l'ottica spiritista, gli spiriti non sono altro che le anime degli uomini. Al contrario, secondo gli spiritisti, se condotte al di fuori di un contesto di preghiera a Dio e solo per frivola curiosità o per divinazione allora il rischio di imbattersi in entità malevole è molto elevato e pericoloso. Anche gli spiritisti condannano senza riserve la divinazione, ossia la richiesta di prevedere il futuro o la fortuna, in quanto, secondo la dottrina, gli spiriti non conoscerebbero affatto il futuro.
Malgrado la posizione nettamente contraria allo spiritismo da parte del magistero, non sono mancate alcune limitate eccezioni di ecclesiastici cattolici che hanno manifestato alcune aperture e si sono interessati al colloquio con i defunti, rimanendo sempre all'interno di un contesto di preghiera e di rispetto a Dio. Tra questi vengono ricordati padre Ulderico Pasquale Magni e padre Andreas Resch, il quale condusse esperimenti in prima persona e tenne persino dei corsi in Vaticano.
Nel corso del secolo XIX, tra gli autori cattolici visibilmente influenzati da una visione metapsichica dei fenomeni paranormali connessi alle manifestazioni "spiritiche", ricordiamo Antonio Fogazzaro, Emilio De Marchi e Leon Bloy. In anni recenti, il noto teologo François Brune, autore del libro I morti ci parlano, ha sostenuto che gli studi di padre Agostino Gemelli, rettore dell'Università Cattolica del Sacro Cuore di Milano, e padre Pellegrino Ernetti sarebbero stati appoggiati da papa Pio XII il quale avrebbe detto: "Caro padre Gemelli, non ha davvero nessun motivo di preoccuparsi. L'esistenza di queste voci è un fatto rigorosamente scientifico. Questo esperimento potrebbe divenire la pietra angolare di un edificio per gli studi scientifici che rafforzerà la fede della gente nell'Aldilà". Tale posizione non è condivisa dalla storiografia.
Papa Paolo VI avrebbe scritto inoltre che "In Vaticano ho incontrato un atteggiamento favorevole nei confronti della metafonia" quando nominò Friedrich Jürgenson, famoso ricercatore del fenomeno delle voci elettroniche, Cavaliere dell'Ordine di S. Gregorio.
Padre Pistone, Superiore della Società di San Paolo in Inghilterra, dopo i colloqui con i defunti rilasciò la seguente dichiarazione: "Nelle Voci non vedo niente di contrario agli insegnamenti della Chiesa Cattolica; sono qualcosa di straordinario ma non c'è ragione di temerle, né vedo alcun pericolo".
Il Giusto Reverendo Mons. Prof. C. Pfleger commentò: "I fatti ci hanno dato la consapevolezza che fra la morte e la risurrezione c'è un altro stadio di esistenza post mortem. La teologia cristiana ha poco da dire riguardo a questo stadio".
Padre Gino Concetti, uno dei teologi più competenti del Vaticano, ha detto in una intervista: "Secondo il catechismo moderno, Dio consente ai nostri cari defunti, che vivono in una dimensione ultra-terrena, di inviare messaggi per guidarci in certi momenti difficili della nostra vita. La Chiesa ha deciso di non proibire più il dialogo con i morti, a condizione che questi contatti siano motivati da seri propositi religiosi e scientifici".
Il cugino di papa Pio XII, Gebhard Frei, noto parapsicologo a livello internazionale e presidente della Società Internazionale dei Parapsicologi Cattolici affermò: "Tutto ciò che ho letto e sentito mi obbliga a credere che le voci provengono da entità trascendentali e individuali. Mi piaccia o no, non ho il diritto di dubitare della genuinità delle voci".
La Chiesa d'Inghilterra istituì un comitato per esaminare le prove sulla medianità. Dopo due anni di approfonditi studi e sedute con i più dotati medium d'Inghilterra, giunse alla conclusione che "L'ipotesi che, in alcuni casi, le comunicazioni spiritiche provengono da spiriti disincarnati, è corretta".
Tuttavia, nonostante queste aperture, la posizione ufficiale delle Chiese cattolica e protestante rimane quella di proibire i tentativi di comunicazione tra fedeli e spiriti in ogni caso.

## Presunta fenomenologia medianica
La fenomenologia medianica si afferma che sia notevolmente ricca e varia e in continuo aggiornamento grazie agli studi effettuati dagli parapsicologi.

### Il tavolino
Sicuramente è la pratica più nota e la sua scoperta come possibile mezzo di comunicazione con l'aldilà risale alle sorelle Fox. I fautori dello spiritismo sostengono che al culmine di un crescendo di vibrazioni e di battiti sulle pareti e sui mobili, anche il tavolino comincia a sollevarsi e a ricadere battendo le lettere dell'alfabeto.
Gli scettici affermano che esiste un trucco dietro a ogni atto, anche dato dal fatto che tali fenomeni non sono stati mai rilevati in condizioni di controllo.

### Ouija, planchette e tabellone
Sono strumenti utilizzati per le comunicazioni medianiche: la ouija è una tavoletta rettangolare sulla quale sono incisi numeri, lettere e altri simboli. Tramite l'uso di un puntatore (planchette) la "presenza" può formare, muovendolo, frasi di senso compiuto.
Il "tabellone" è un foglio di carta con sopra lettere e i numeri sul quale si appoggia un bicchiere (o si utilizza un pendolo) che muovendosi forma parole una dopo l'altra.
Gli scettici affermano che questi fenomeni sono frutto di suggestione: è lo stesso soggetto a muovere inconsapevolmente l'oggetto tramite quelli che vengono chiamati "movimenti muscolari involontari" o "reazioni ideomotorie".

### La scrittura automatica
Secondo gli spiritisti, è il fenomeno secondo cui un medium "scrivente", ossia una persona dotata di questo particolare dono, scrive dei testi, guidata da un'intelligenza estranea, o spirito, che prenderebbe il controllo del braccio e della mano.
Gli scettici attribuiscono l'origine delle parole direttamente allo scrivente attraverso i cosiddetti "automatismi". Gli automatismi sono particolari comportamenti guidati da associazioni inconsce.

### La creatività medianica
Si tratta dell'insieme di opere artistiche letterarie, musicali, pittoriche, scultoree realizzate dai medium in stato di trance. Secondo i fautori dello spiritismo gli autori delle opere sarebbero in realtà gli spiriti di artisti defunti, i quali si servirebbero del medium in modo meccanico. I medium in genere, al di fuori dello stato di trance, non avrebbero doti artistiche di rilievo.

### Calchi medianici e impronte
La tecnica utilizzata è quella usata per ottenere stampi di paraffina. Durante le sedute dei medium le entità vennero invitate a immergere una parte di sé nella bacinella e alla fine del processo tecnico uscirono fuori stampi di dita e di mani.
Il fenomeno è riproducibile utilizzando un trucco consistente nell'uso di un guanto di gomma dapprima pieno d'acqua e poi svuotato in un secondo tempo.

### Xenoglossia
Generalmente, si parla di xenoglossia quando il medium si esprime e/o scrive in una lingua straniera che, in condizioni normali, a detta degli studiosi, non conosce e che neppure i presenti conoscono.
Secondo gli scettici «...un esame dettagliato di questi casi ha portato a concludere che le persone oggetto dei suoi studi non sembravano conoscere veramente la lingua in questione, ma sembravano piuttosto conoscere un numero limitato di parole di quella lingua e utilizzavano sempre queste per rispondere, in modo stereotipato, alle domande degli studiosi.»

### Materializzazioni
Consisterebbe nella formazione concreta di oggetti o di entità provviste di corpo tangibile durante le sedute. Gli studiosi sostengono che dagli orifizi del medium fuoriesca un "ectoplasma", cioè una misteriosa sostanza bianca, luminosa e semifluida, proveniente dal pancreas. L'ectoplasma è sensibile alla luce e mostra, affermano gli esperti, una certa intelligenza per i movimenti e per le forme visualizzate. Il fenomeno può durare anche delle ore e può essere fotografato e ripreso con telecamere.
Il dott. Glen Hamilton nel suo laboratorio e in condizioni che lui afferma essere rigorosamente controllate collocò una batteria di quattordici macchine fotografiche dotate di flash e azionate elettronicamente, che fotografavano le apparizioni simultaneamente da tutti gli angoli. Ciascuno degli otto ricercatori affermò con forza e in maniera inequivocabile: "Ho visto ripetutamente persone decedute materializzarsi".